# Pang (Rosenheim)
Pang ist ein Stadtteil der kreisfreien Stadt Rosenheim und eine Gemarkung in Oberbayern.
Im Pfarrdorf Pang leben rund 3600 Menschen.
Die Gemarkung Pang hat eine Fläche von 2573 Hektar und besteht aus Gemarkungsteilen in den Gemeinden Kolbermoor (Gemarkungsteil 0) und Raubling (1) und der kreisfreien Stadt Rosenheim (2).

## Geschichte
Pang wurde im Jahre 752 erstmals urkundlich unter dem Namen „Painga“ genannt. Der Name leitet sich wohl von einem bajuwarischen Sippenführer namens Pao her. Der Edle Chuniperht stiftete am 8. August 752 zehn Höfe samt ihren Bewohnern an das Kloster Isen. Das Dorf blieb über Jahrhunderte unter der Herrschaft der Edlen von Pang, die zumindest verwandtschaftliche Verbindungen zu Nußdorf am Inn hatten, da sich die Wappen beider Orte sehr ähneln.
Nach dem Erlöschen der Familie kam die Hofmark Pang um 1400 in den Besitz der Waldecker. 1483 in die Hand der Familie Gumpenberg und 1497 an die Seipoltsdorfer. 1593 kauften die Auer von Pullach die Hofmark für 4000 Gulden, kamen aber zum Ende des Dreißigjährigen Krieges auf die Gant. 1649 übernahmen die Grafen Lamberg aus Amerang und damit ab 1822 die Freiherrn von Crailsheim die Hofmark. Zur Hofmark gehörte das Dorf Pang selbst, Ober- und Unterkaltbrunn mit den beiden Mühlen und Widden mit dem Pfarrhof, zudem die drei Eichwälder Oberhart, Mitterhart und Brucklach. Westerndorf und Hohenofen waren eigene Hauptmannschaften. 1808 entstand der Steuerdistrikt Pang, später Ruralgemeinde, dann Gemeinde. 1848 wurden die Hofmarken samt dem Patrimonialgericht aufgehoben. Die Gemeinde Pang gehörte fortan zum Bezirksamt, später Landratsamt Rosenheim.
Bis zur Eingemeindung in die Stadt Rosenheim am 1. Mai 1978 im Rahmen der Gebietsreform war Pang eine selbstständige Gemeinde. Bei dieser Eingemeindung verlor Pang knapp zwei Drittel seiner Fläche an die Stadt Kolbermoor (mit der Siedlung Mitterhart) und die Gemeinde Raubling (mit der Siedlung Hochrunstfilze, heute ein Teil von Nicklheim).

## Wappen
Das Wappen stammt aus dem Siegel des Heinricus de Paeng. Dazu wurde der Wasen als Rasenstück wiedergegeben.

## Pfarrei

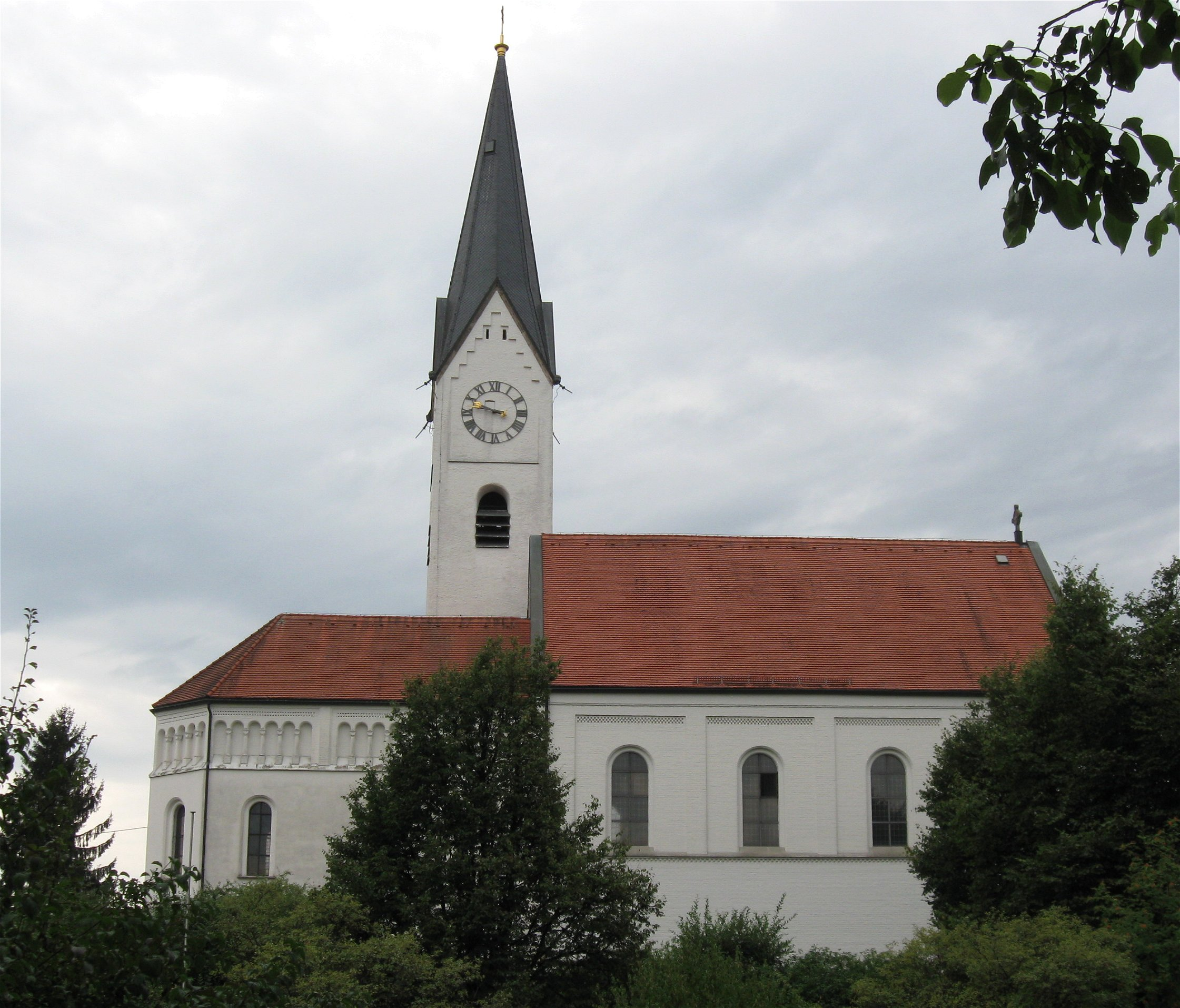
Pfarrkirche Mariä Himmelfahrt

Die Pfarrei Pang gilt als Urpfarrei und erstreckte sich über den gesamten Wasen. Dazu gehörten die Filialkirchen: Westerndorf, Aising, Heilig Blut, Kirchdorf, Reischenhart, Raubling, Redenfelden, Pfraundorf. Zuletzt hatte die Pfarrei noch die Filialen Aising und Westerndorf. Seit 2008 gehört die Pfarrei Pang zur Stadtteilkirche Rosenheim Süd Am Wasen gemeinsam mit den Pfarreien Heilig Blut und Oberwöhr.
Die Pfarrkirche Mariä Himmelfahrt wurde von 1850 bis 1853 im neuromanischen Stil erbaut, während die Filialkirche St. Stephanus, Aising, 1861 im neugotischen Stil ausgestaltet wurde.
Westlich von Pang liegt das beschauliche Kirchdorf Westerndorf am Wasen mit der barocken Filial- und Wallfahrtskirche St. Johann Baptist und Heilig Kreuz.

## Kulturelles Leben
Das öffentliche Leben in Pang ist von den Aktivitäten zahlreicher Vereine sehr geprägt. Zu diesen zählen die Freiwillige Feuerwehr Pang, der G.T.E.V d’Kaltentaler Pang, der Krieger- und Reservistenverein, die kath. Landjugend Aising-Pang sowie der Historische Heimatverein Pang, der Gartenbauverein Aising-Pang, der SV Pang 1950 e.V., der Skiclub Aising-Pang, der Mütterverein Pang und die VdK Pang-Aising-Happing.
Höhepunkte des kulturellen Lebens bilden u. a. das Panger Volksfest und das Vatertagsfest des ansässigen Sportvereins SV Pang 1950 sowie die drei Dorffeste, die jeweils von der Freiwilligen Feuerwehr Pang, dem Krieger- und Reservistenverein sowie dem Trachtenverein GTEV d’Kaltentaler Pang ausgetragen werden.

## Verkehr
Heute ist Pang durch die Verkehrsanbindungen Westtangente Rosenheim, Panorama-Schwaig und das Inntal-Dreieck bekannt. Im Bereich des ÖPNV ist Pang an Schultagen durch zwei Buslinien, an schulfreien Werktagen und samstags durch eine Linie, des privaten Busunternehmens Ludwig Kroiss KG an die Kernstadt Rosenheim angebunden. Zudem hält der Nachtverkehr 202 West in Pang.

## Persönlichkeiten
- Adolf Heinrich Lier (1826–1882), Landschaftsmaler
- Marie Louise Fischer (1922–2005), Schriftstellerin
- Ernst Höfner (* 21. September 1957 in Augsburg), Eishockeytrainer
- Florian Heller (* 1982), Fußballspieler